# Polyphida hayashii
Polyphida hayashii es una especie de escarabajo longicornio del género Polyphida, tribu Glaucytini, orden Coleoptera. Fue descrita científicamente por Viktora en 2015.
La especie se mantiene activa durante los meses de marzo y abril.

## Descripción
Mide 7-12,5 milímetros de longitud.

## Distribución
Se distribuye por Malasia.